# Авас (Греция)
А́вас (греч. Άβας — авва) — село в Греции. Расположено на высоте 110 м над уровнем моря. Административно относится к общине (диму) Александруполис в периферийной единице Эврос в периферии Восточная Македония и Фракия. Площадь 58,942 км². Население 527 человек по переписи 2011 года.
14 августа 1924 года (греч. ΦΕΚ 194Α) создано сообщество Авас (Κοινότητα Άβαντος).
У села находятся руины крепости. В османский период село называлось Дервент (тур. Derbent, болг. Дервент, греч. Δερβέντι от перс. دربند‎ — «закрытые ворота»).

## Население
| Год  | Население, человек |
| ---- | ------------------ |
| 1991 | 486                |
| 2001 | 474                |
| 2011 | ↗ 527              |